# Islám v Evropě

<1% (Polsko, Arménie, Bělorusko, Česko, Estonsko, Finsko, Maďarsko, Island, Irsko, Lotyšsko, Litva, Malta, Moldavsko, Monako, Portugalsko, Rumunsko, San Marino, Slovensko, Ukrajina)
1% - 2% (Andorra, Chorvatsko)
2% - 4% (Itálie, Lucembursko, Norsko, Srbsko, Slovinsko, Španělsko)
4% - 5% (Dánsko, Řecko, Lichtenštejnsko, Spojené království)
5% - 10% (Rakousko, Belgie, Francie, Německo, Nizozemsko, Švédsko, Švýcarsko)
10% - 20% (Bulharsko, Gruzie, Černá Hora, Rusko)
20% - 30% (Kypr)
30% - 40% (Severní Makedonie)
40% - 50% (Bosna a Hercegovina)
80% - 90% (Albánie)
90% - 95% (Kosovo)
>95% (Turecko, Ázerbájdžán)

Islám se na kontinentální Evropě poprvé zachytil v roce 711, kdy Umajjovci dobyli Hispánii. Postupoval dále na území Francie, ale v roce 732 byli muslimové poraženi Franky v bitvě u Tours. Během staletí byli Umajjovci postupně vytlačováni na jih a v roce 1492 se maurský emirát Granada vzdal Ferdinandu II. a Isabelle Kastilské. Muslimští civilisté byli ze Španělska vyhnáni a roku 1614 už žádný ve Španělsku nezůstal. Ke konci středověku a v průběhu novověku v důsledku osmanské nadvlády rostlo zastoupení islámu na Balkáně. V současné době autochtonní muslimské obyvatelstvo Evropy tvoří hlavně Albánci (Albánie, Kosovo a významná menšina v Severní Makedonii, menšina v Černé Hoře), Turci (Turecko, významná menšina v Bulharsku a na Kypru) a Bosňáci (Bosna a Hercegovina, menšina v Černé Hoře). Existuje též řada menších etnonáboženských skupin muslimského vyznání (např. Lipkové v Polsku, Litvě a Bělorusku). Vedle toho je sílící skupina muslimských migrantů v západní Evropě (v řadě západoevropských zemí podíl muslimského obyvatelstva již překonal 5 %).

## Historie
Do východní a jihovýchodní Evropy Islam vstoupil na území dnešních součástí Ruska a Bulharska v 7. a 13. století. V návaznosti na dobytí Persie muslimy islám poprvé pronikl do oblastí, které se později staly součástí Ruska. Osmanská říše se rozšířila do Evropy poté, co ve 14. a 15. století dobyla obrovské části Byzantské říše. V průběhu staletí pak Osmanská říše postupně ztratila téměř všechny své evropské území a državy a roku 1922 se zhroutila. Nicméně části Balkánu (jako Albánie, Kosovo, Severní Makedonie, Bulharsko, Sandžak (Srbsko a Černá Hora) a Bosna) mají i nadále velké populace domorodých evropských muslimů. To je také případ mnoha regionů v rámci Ruské federace jako je například severní Kavkaz (Čečensko, Dagestán, Ingušsko, Kabardsko-Balkarsko, Karačajsko-Čerkesko, Stavropolský kraj, Adygejsko), Krym, Tatarstán, Baškortostán a Astrachaňská oblast. Mezikontinentální země jako například Turecko, Ázerbájdžán a Kazachstán mají majoritní muslimskou populaci.

## Současnost
Koncem 20. a počátkem 21. století se větší počty nepůvodních muslimů začaly stěhovat jako imigranti do západní Evropy. Zvláště po roce 2015, kdy souhra mnoha faktorů (např. válečný konflikt v Sýrii a série prohlášení čelných představitelů EU, zejména prohlášení „Wir schaffen das“ – „Zvládneme to“ německé kancléřky Angely Merkelové), odstartovala, resp. urychlila mohutnou přistěhovaleckou vlnu, která směřovala především do Německa.[zdroj?]
V roce 2010 žilo v Evropě odhadem 44 milionů muslimů (6 %), z toho asi 11 milionů v západní Evropě.